# Венера Арльская
Вене́ра Арльская, Афродита Арлезианская (фр. Venus de Arlés, итал. Venere di Arles) — скульптура древнегреческой богини Афродиты (у римлян Венера), изготовленная из гиметтского мрамора  в Италии в конце I века до н. э., возможно, греческими мастерами неоаттической школы. Найдена при раскопках в Арле (Прованс, юго-восточная Франция), отсюда название. Хранится в парижском Лувре. Высота статуи — 1,94 м.

## История открытия
Статуя была найдена рядом с руинами древнеримского театра в Арелате (римская провинция Нарбонская Галлия, современный Арль) 6 июня 1651 года двумя братьями по имени Брун при раскопках для строительства цистерны (водоёма) для священника, жившего в районе театра. Сначала на глубине двух метров была найдена голова, затем — торс без рук и постамент, причём голова плохо стыковалась с торсом. Всего было найдено, по разным источникам, от трёх до пяти фрагментов.
Скульптуру приобрёл город за 61 лиру и её поместили в муниципальное здание. В 1683 году после изготовления гипсового слепка город подарил скульптуру королю Людовику XIV для украшения Зеркальной галереи в Версале.
В 1684 году по распоряжению короля Людовика XIV рядом с театром в Арелате были проведены дальнейшие раскопки, но никаких других фрагментов найдено не было. Статуя Венеры была изъята из королевской коллекции во время Революции в 1789 году и с момента основания находится в Музее Лувра. Копия выставлена в муниципальном здании в Арле.

## Атрибуция
Венера Прародительница (лат. Venus Genetrix) почиталась легендарной основательницей патрицианского рода Юлиев, к которому принадлежал диктатор Гай Юлий Цезарь. Арелат (Арль), который поддержал Цезаря, выступившего против Массилии, был вознагражден многими способами. Героическая статуя императора Октавиана Августа (внучатого племянника Цезаря) была доминирующей фигурой в скульптурной программе Арльского театра.
Луврская скульптура, возможно, является повторением (неизвестно насколько близким к оригиналу) Афродиты из Феспии работы знаменитого древнегреческого скульптора IV века до н. э. Праксителя. Во II в. н. э. Павсаний упоминал, что в Феспии в Беотии хранились скульптуры Эрота, Фрины и «Афродита, произведение того же Праксителя… Обе — и Фрина и богиня — изваяны из мрамора». Однако известно, что в Древней Греции трудились шесть скульпторов по имени «Пракситель». Речь, по-видимому, идёт о Праксителе Младшем из Афин (внуке Праксителя Старшего), работавшем в середине IV в. до н. э..
Скульптура Венеры из Арля может быть копией Афродиты Феспийской, заказанной куртизанкой Фриной. Б. Р. Виппер отмечал, что «Пракситель был, прежде всего, мастером обнажённого женского тела, поэтом Афродиты. Согласно источникам, Пракситель пять раз возвращался к теме Афродиты. Самой ранней из Афродит Праксителя была, по-видимому, статуя, которую мастер изготовил для Феспий. Отражение феспийской Афродиты археологи усматривают в так называемой Афродите из Арля, хранящейся теперь в Лувре». Далее, опираясь на атрибуции А. Фуртвенглера, Виппер утверждал, что полуобнажённый тип Афродиты — самый ранний. Предположительно, в левой руке богиня держала зеркало. «Мы видим здесь типично праксителевский жанровый мотив — богиню мастер изображает как женщину в истинно женской атмосфере — за туалетом. Вместе с тем, Арльская Афродита представляет собой очень важный этап на пути обнажения женского тела. В конце V века Пэоний решился показать женское тело сквозь одежду, а Каллимах позволил хитону соскользнуть с плеча Афродиты. Теперь Пракситель показывает Афродиту наполовину обнажённой; и только пройдя эту стадию, он решается на полное обнажение Афродиты в книдской статуе. Эта логическая последовательность развития в высокой степени характерна для греческого искусства».
Стиль Праксителя можно обнаружить в сходстве головы и трактовки волос Афродиты Арльской с головой статуи Афродиты Книдской, работы Праксителя, известной по многим повторениям.
Близкими по иконографии являются статуи Венеры Вертикордии, Венеры Капуанской, Афродиты с зеркалом из Коринфа, Афродиты Апатуры из Эпидавра и многие другие скульптуры, их реплики и копии.

## Реставрация
Когда в мае 1684 года статуя была перевезена в Париж её реставрация была поручена французскому скульптору Франсуа Жирардону. В академических кругах развернулись дискуссии о личности богини. Некоторое время скульптуру считали изображением Дианы, древнеримской богини охоты, и даже именовали «Дианой Арльской» (Diane d’Arles). Однако отсутствие необходимых атрибутов (колчан, стрелы и лук), делает такую атрибуцию ненадёжной. Граф де Кeлюс считал скульптуру просто изображением женщины. Фронтальность скульптуры позволяет предположить, что она была установлена в специальной нише. Чтобы положить конец спорам, Жирардон сделал статую более похожей на Афродиту, вложив ей в левую руку зеркало, а в правую — яблоко, чем придал статуе аллюзии с классическим сюжетом «Суд Париса». Жирардон также сгладил поверхность тела, убрав лишние, по его мнению, анатомические нюансы.
Реставрацию Жирардона в разные годы подвергали резкой критике как за поворот головы Венеры, так и за положение и использование рук. Так, например, Теодор Кук отмечал, что каким бы ни было настоящее положение рук богини, она точно не держала в одной руке зеркало, а в другой — «мячик».

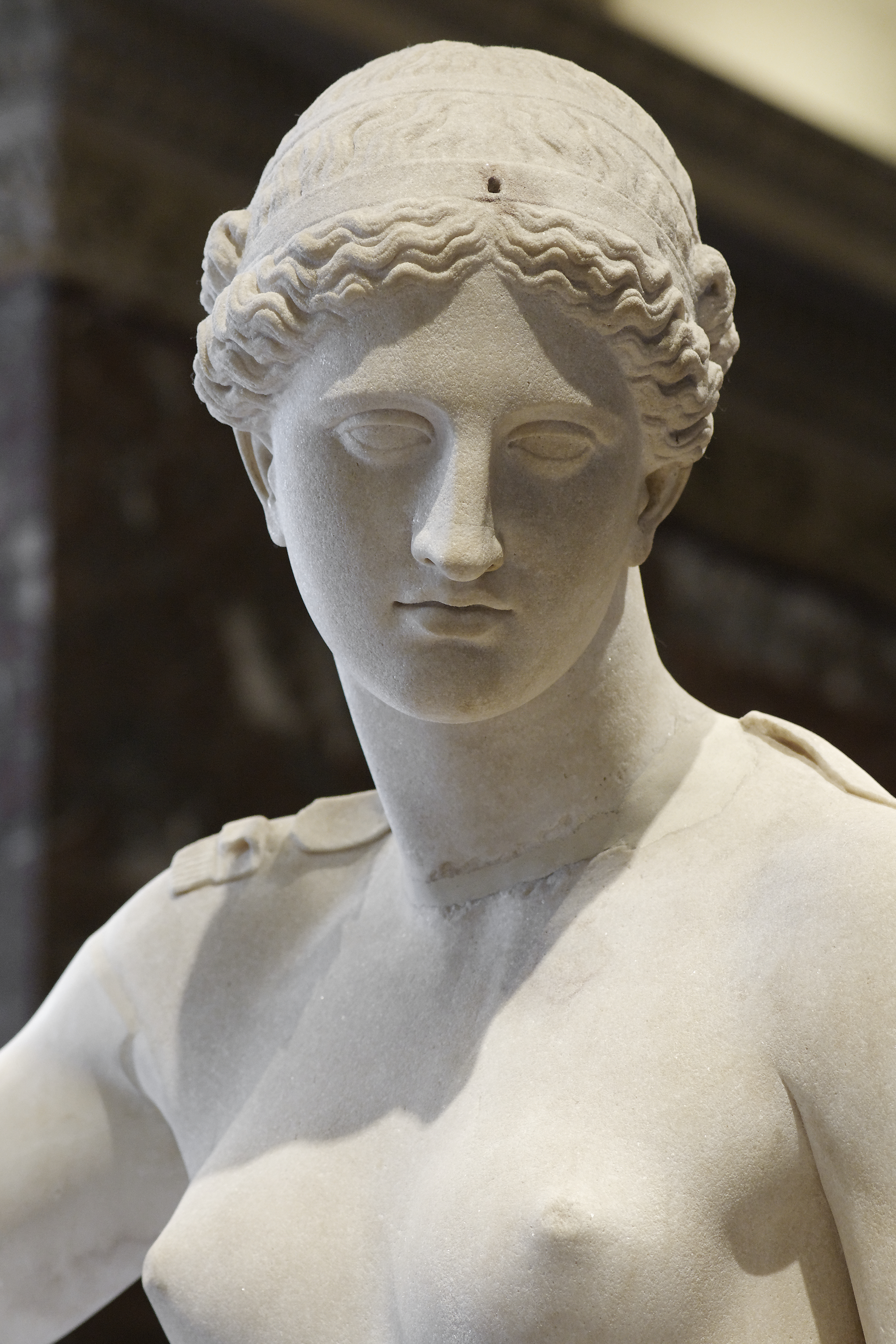
Голова Афродиты из Арля
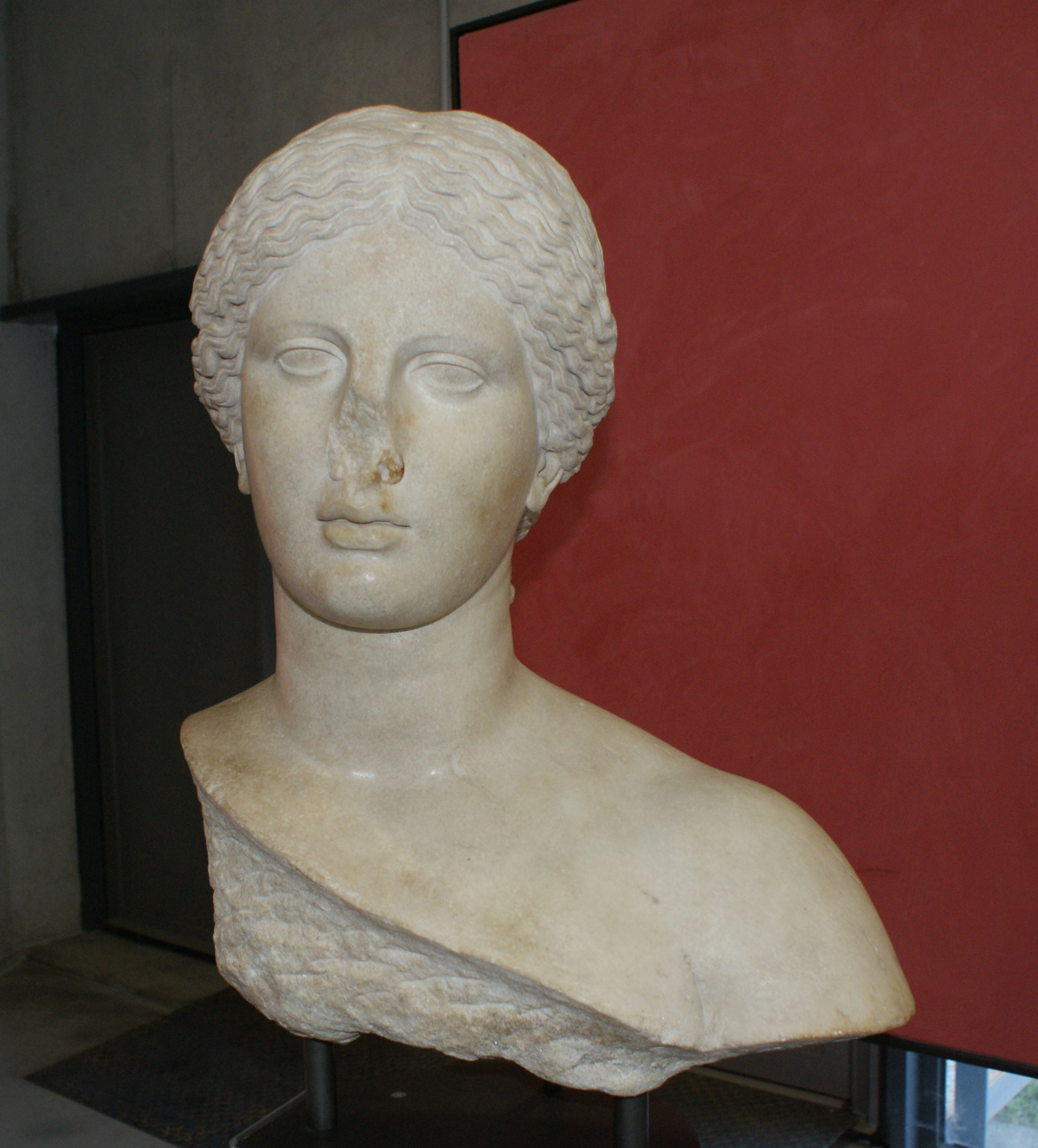
«Голова Арля». Античный музей, Арль
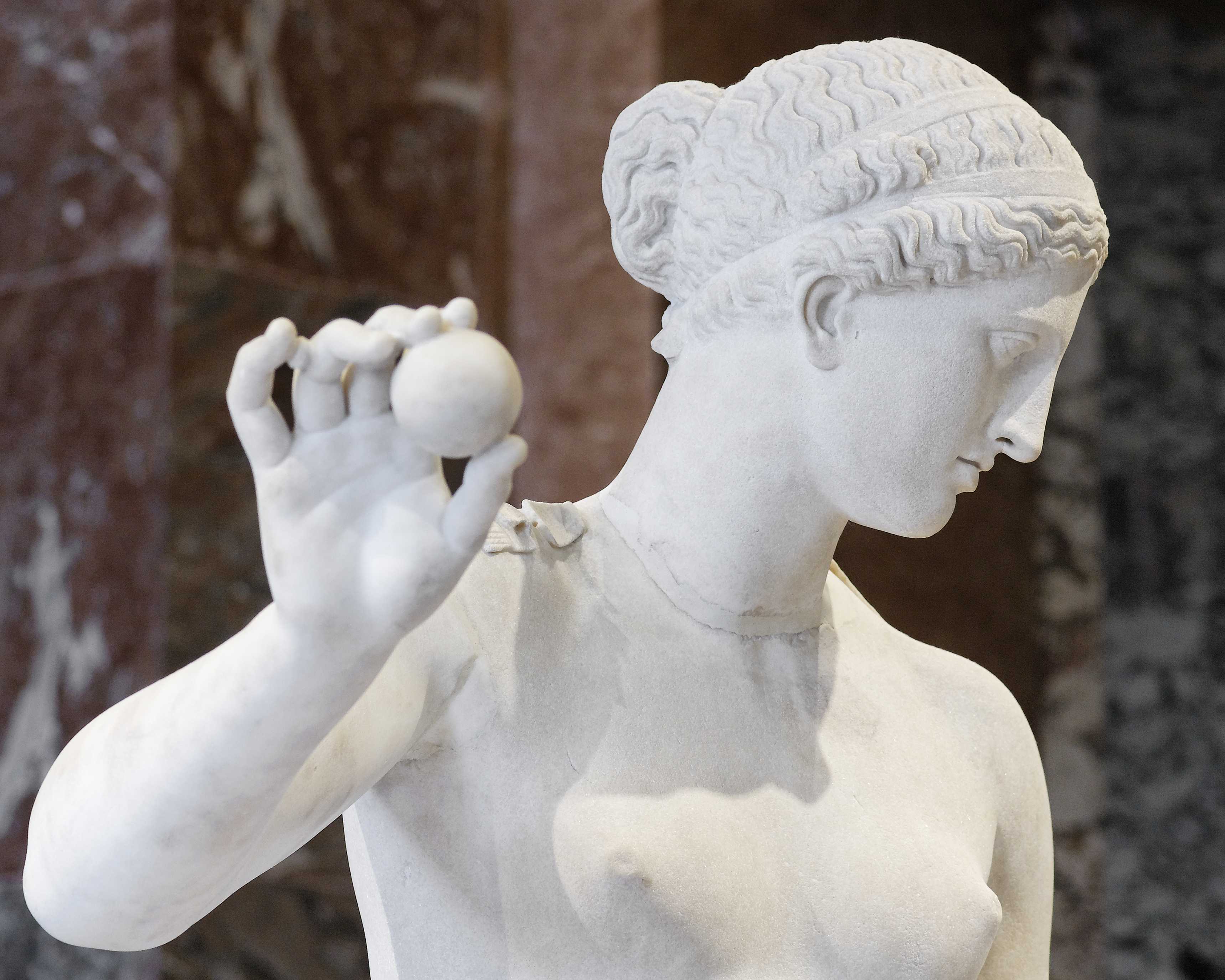
Голова в профиль
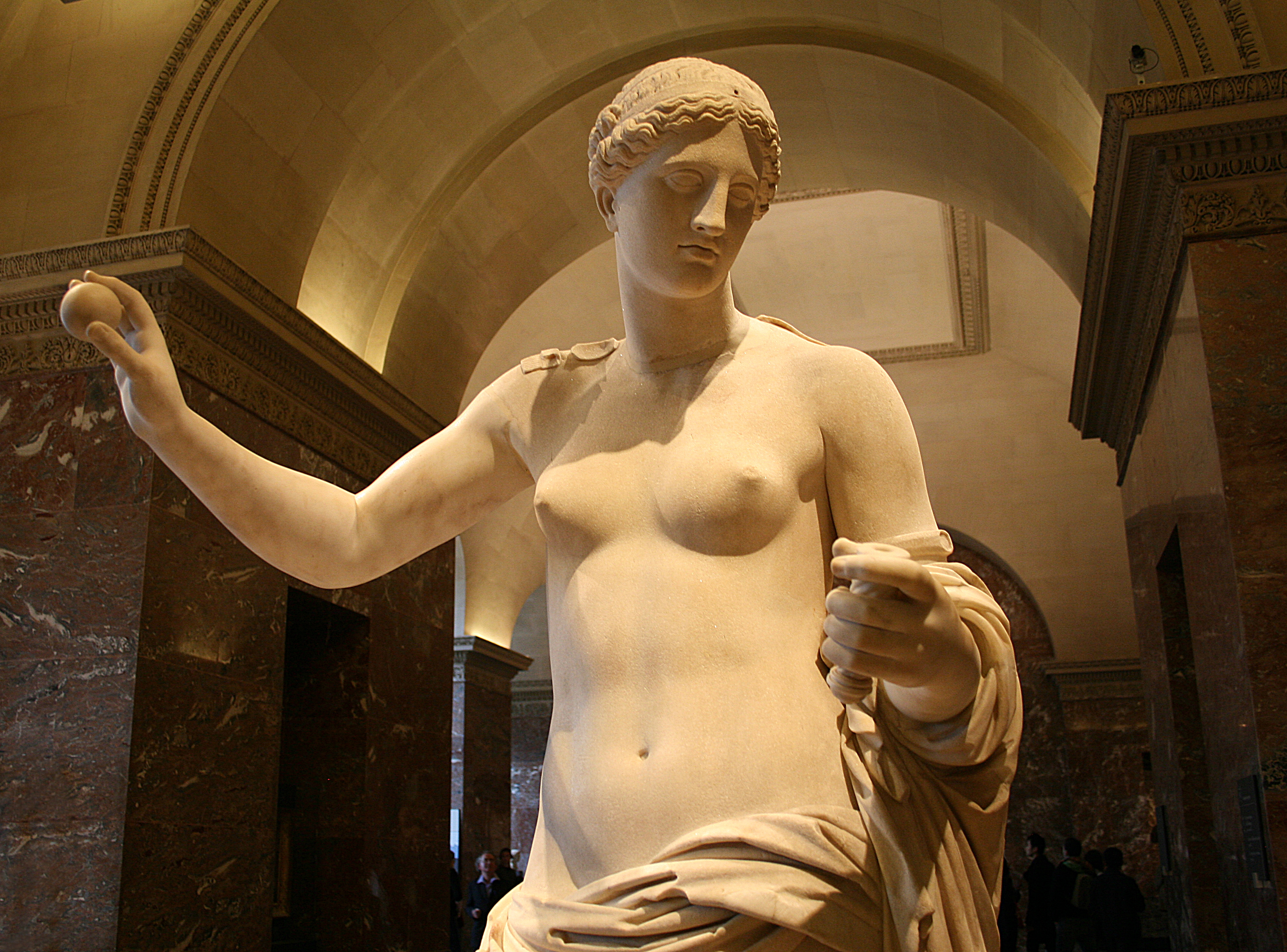
Венера Арльская. Торс
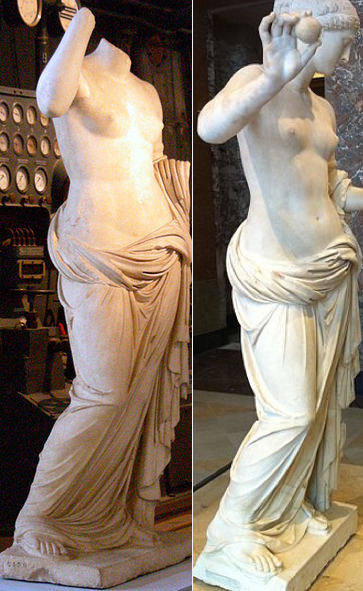
Реплики статуи Праксителя в Капитолийском музее (Чентрале Монтемартини) в Риме (слева) и в парижском Лувре (справа, после реставрации)
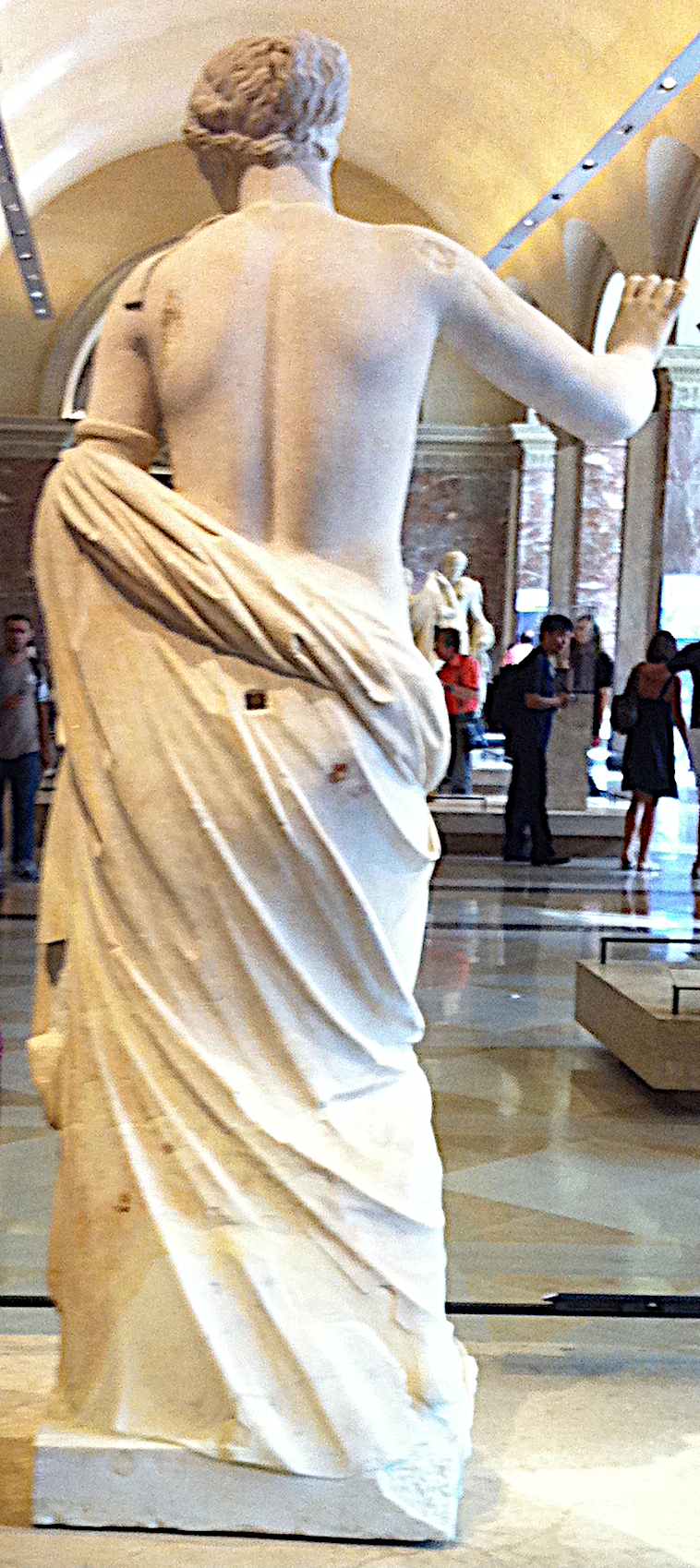
Статуя со спины. Лувр
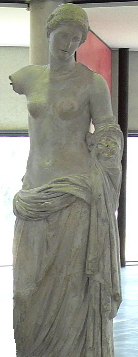
Гипсовый слепок с найденной скульптуры, сделанный до отправки в Париж и последующей реставрации Ф. Жирардона. Античный музей, Арль
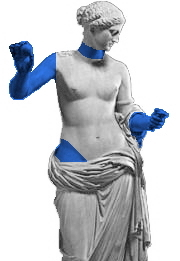
Схема дополнений, сделанных Ф. Жирардоном